# Deutsche Sammlung von Mikroorganismen und Zellkulturen
L'Institut Leibniz DSMZ (Deutsche Sammlung von Mikroorganismen und Zellkulturen GmbH, en français Collection allemande de micro-organismes et de cultures cellulaires GmbH) a été fondé en 1969 en tant que collection nationale de cultures microbiologiques en Allemagne. Cette organisation indépendante à but non lucratif est dédiée à l'acquisition, la caractérisation, l'identification, la préservation et la distribution de bactéries, d'archées, de champignons, de plasmides, de bactériophages, de lignées cellulaires humaines et animales, de cultures de cellules végétales et de virus végétaux. L'organisation est membre de la Wissenschaftsgemeinschaft (communauté scientifique) allemande Gottfried Wilhelm Leibniz et d'organisations mondiales telles que l'Organisation européenne des collections de cultures (ECCO), la Fédération mondiale des collections de cultures (WFCC) et le Global Biodiversity Information Facility (Système mondial d'information sur la biodiversité, ou GBIF). 
Le DSMZ a des liens de travail étroits avec plusieurs autres collections de cultures internationales, notamment la Collection internationale de micro-organismes de plantes (ICMP) en Nouvelle-Zélande, le CFBP en France, les Collections coordonnées belges de micro-organismes (BCCM/LMG) en Belgique, la Collection nationale de bactéries phytopathogènes (NCPPB) au Royaume-Uni et d'autres encore. 
Le Prof. Jörg Overmann en est le directeur scientifique depuis 2010. 

## Collecte et services
Le DSMZ possède, en 2020, environ 27000 cultures, dont 19 000 cultures différentes de micro-organismes, 41 cultures de cellules végétales, 1 400 virus végétaux, 800 lignées cellulaires humaines et animales et 6 700 dépôts de brevets et dépôts de garantie. Seul le matériel biologique de niveau de biosécurité 1 et 2 est hébergé. Des services scientifiques sont proposés pour soutenir la recherche fondamentale et les processus de production industrielle ou de développement écologique, mais aussi pour l'élucidation et la mise en solution de matériel biologique. Le DSMZ est reconnue comme une autorité internationale de dépôt (AID) pour le dépôt de matériel biologique en vertu du Traité de Budapest. Des informations sur les cultures et les services, des catalogues et des listes sont disponibles en ligne sur le site Web de Le DSMZ. 
Le DSMZ offre des services bioinformatiques tels que des bases de données sur la nomenclature et la diversité bactérienne, ainsi que des outils pour calculer les valeurs d'hybridation ADN-ADN à partir de séquences génomiques pour la classification microbienne. 
Elle gère également la méta-base de données en ligne BacDive, qui fournit des informations liées aux souches sur la biodiversité bactérienne et archéale. 

## Recherche
Les activités de recherche à Le DSMZ sont axées sur des domaines liés à la collection, dont la taxonomie microbienne, la phylogénie, l'évolution, les études de biodiversité moléculaire, le développement de méthodes de conservation pour le matériel biologique, la caractérisation et l'identification des lignées cellulaires et des micro-organismes ainsi que la détection et l'élimination des mycoplasmes et virus de lignées cellulaires humaines et animales. Le DSMZ est impliquée dans plusieurs projets de séquençage du génome à grande échelle en collaboration avec le Joint Genome Institute.